# Picot negre emplomallat
El picot negre emplomallat (Campephilus pollens) és una espècie d'ocell de la família dels pícids. Habita la selva humida dels Andes, entre els 900 i 3650 m, des de Colòmbia i sud-oest de Veneçuela, cap al sud, a través de l'Equador fins al nord del Perú.